# (11415) 1999 JG81
A (11415) 1999 JG81 a Naprendszer kisbolygóövében található aszteroida. A LINEAR projekt keretében fedezték fel 1999. május 14-én.

## Kapcsolódó szócikk
- Kisbolygók listája (11001–11500)